# Cola Petruccioli

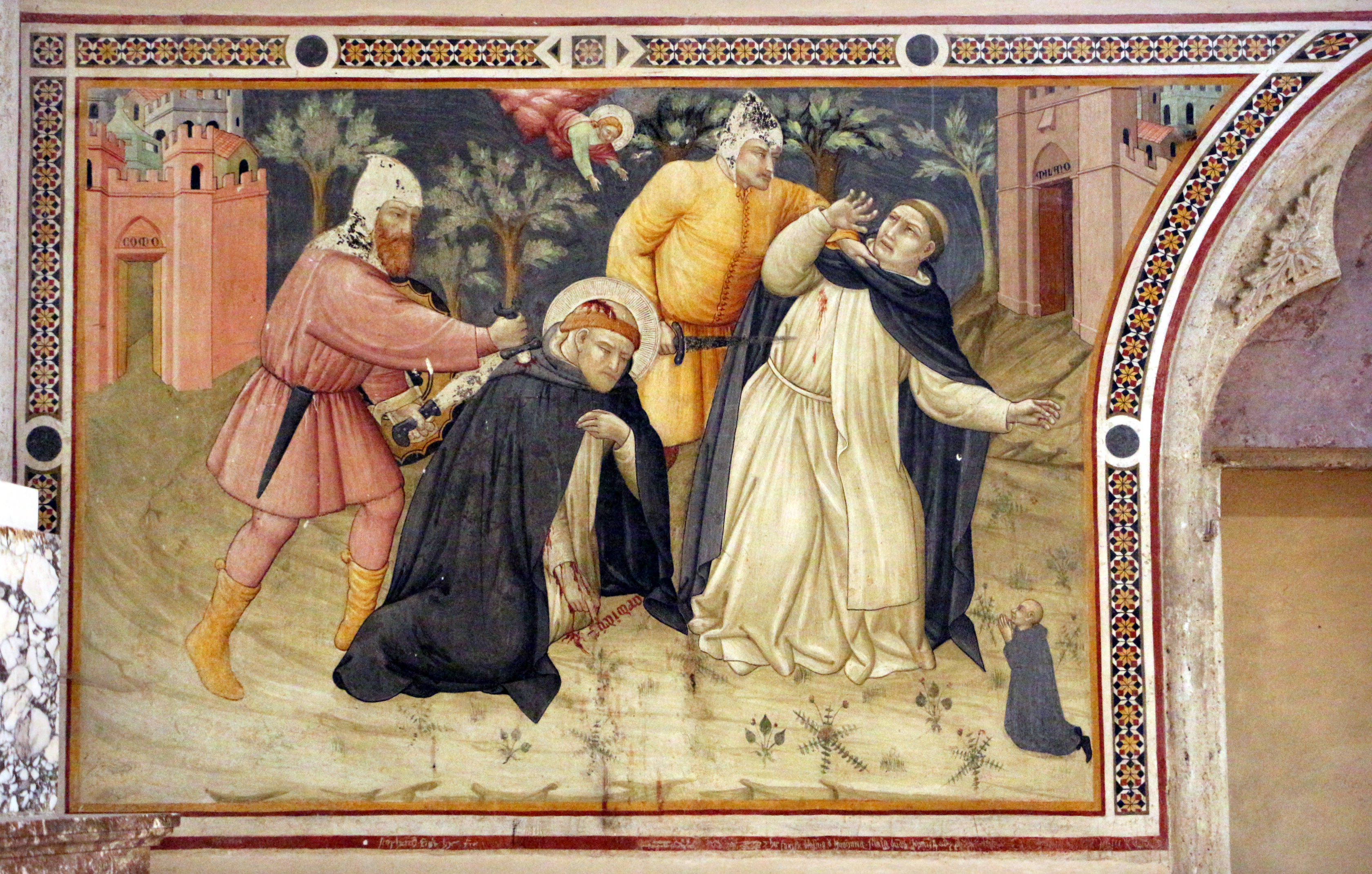
Martirio di Pietro da Verona, in San Domenico, Perugia

Cola Petruccioli (Orvieto, 1360 circa – Perugia, 1401) è stato un pittore italiano, attivo nella seconda metà del Trecento.

## Biografia
Nel 1380 risultava impegnato, come apprendista di Ugolino di Prete Ilario, nel duomo di Orvieto, nella cui cripta firmò l'affresco della Crocifissione, il cui stile rileva l'adesione agli stilemi umbro-marchigiani, lavorando anche nella cappella del Corporale.
Suoi lavori sono presenti anche nella cattedrale di Assisi.
In seguito anticipò le eleganti cadenze del gotico internazionale, dipingendo a Spello un piccolo dittico con la Crocifissione
e l'Incoronazione (del 1385 o forse 1395, ora alla Pinacoteca Civica), la "Madonna con bambino e sante" (a Venezia nella collezione Cini), la "Madonna con San Francesco e committenti" (ad Assisi).
Nel convento francescano di Santa Maria a Belverde, a Cetona, dipinse un affresco della Vergine.